# Brun sångsmyg
Brun sångsmyg (Gerygone mouki) är en fågel i familjen taggnäbbar inom ordningen tättingar.

## Utseende och läte
Brun sångsmyg är en liten enfärgad fågel med tunn näbb. Ovansidan är brun, undersidan vitaktig, med grått ansikte, rött öga och en tydlig vit fläck under stjärten. Ungfågeln saknar rött öga och har gult i näbbroten. Sången återges på engelska som "which-is-it", mycket annorlunda från i övrigt liknande mangrovesångsmygen.

## Utbredning och systematik
Brun sångsmyg förekommer enbart i östra Australien. Den delas in i tre underarter med följande utbredning:
- Gerygone mouki mouki – förekommer i nordöstra Queensland (Cooktown till Paluma)
- Gerygone mouki amalia – förekommer i östra Queensland (Mackay till Bowen)
- Gerygone mouki richmondi – förekommer i sydöstra Australien (öst-centrala Queensland i nordöstra Victoria)

## Levnadssätt
Brun sångsmyg hittas i regnskog, fuktiga skogar och kringliggande miljöer.

## Status och hot
Arten har ett stort utbredningsområde och tros öka i antal. Internationella naturvårdsunionen IUCN listar den därför som livskraftig (LC).

## Namn
Ursprunget till fågelns vetenskapliga mouki är okänt. Gregory Mathews som beskrev arten ger ingen förklaring. Möjligen kan det röra sig om ett aboriginskt ord, ett ord påhittat av Mathews eller ett ovanligt personnamn på en okänd person Mathews kände till.